# NGR Hendrie A
Die Fahrzeuge des Typs Hendrie A der Natal Government Railways (NGR) waren Schlepptender-Dampflokomotiven mit der Achsfolge 2'C1' (Pacific). Die Lokomotiven waren nach ihrem Konstrukteur D. A. Hendrie benannt, dem Chief Mechanical Engineer (leitendem Ingenieur) der NGR.
Zwei Lokomotiven lieferte die North British Locomotive Company im Jahr 1905; sie erhielten die Bahnnummern 325 und 326.  Sie waren für den Einsatz auf der Natal Main Line vorgesehen, und zwar auf den flacheren Teilstücken zwischen Ladysmith und Charlestown.
Konstruktion und äußeres Erscheinungsbild der Lokomotiven entsprachen mit Blechrahmen, innenliegender Allan-Steuerung und tiefliegendem Umlauf mit Radschutzkästen der von Hendrie bevorzugten britischen Bauart. Der Rahmen war um den Stehkessel herumgekröpft und die Schleppachse außengelagert. Der Treibraddurchmesser von 51 Zoll (1.295 mm) war der kleinste aller südafrikanischen Kapspur-Pacifics.
Als die NGR 1910 in die South African Railways (SAR) aufgingen, wurden die Maschinen mit den Bahnnummern 762 und 763 als Klasse 2 übernommen. Sie waren bis in die 1930er Jahre im Einsatz, zuletzt in Ost-Transvaal. Kein Exemplar ist erhalten geblieben.